# Aladar Josipovich
Aladar Josipovich (* 19. August 1898 in Wien; † 1971) war ein österreichischer Fußballspieler, -schiedsrichter und -funktionär.

## Leben und Karriere
Aladar Josipovich wurde am 19. August 1898 in Wien geboren und begann seine Vereinskarriere im Jahr 1912 in der Jugendmannschaft der Vienna. Über diese kam er zum Wiener Sport-Club und trat später auch für die Österreichische Lehrer-Sportvereinigung in Erscheinung. Des Weiteren war der im Hauptberuf als Kaufmann bzw. Bankbeamter tätige Josipovich als Liga-Schiedsrichter in Wien tätig. Neben zahlreichen Erstligapartien leitete er auch Spiele im unterklassigen Bereich bzw. im Österreichischen Fußballpokal.
Nach dem Zweiten Weltkrieg wurde er aufgrund seiner umfassenden Fachkenntnisse zum Obmannstellvertreter des niederösterreichischen Schiedsrichterausschusses und Vorsitzenden des Disziplinarausschusses berufen. Um das Jahr 1955 war er Regelreferent und Vorstandsmitglied des Niederösterreichischen Fußballverbands (NÖFV). Im Laufe seiner Karriere als Aktiver wurde er mit einer silbernen Meisterschaftsmedaille ausgezeichnet.
Im Frühjahr 1971 starb Josipovich 72-jährig und wurde am 25. März 1971 am Friedhof Mauer (Gruppe 61, Reihe 4, Nummer 31) beerdigt.